# Myrvoll (przystanek kolejowy)
Myrvoll – kolejowy przystanek osobowy w Myrvoll, w regionie Akershus w Norwegii, jest oddalony od Oslo Sentralstasjon o 15,72 km. Leży na wysokości 119,5 m n.p.m.

## Ruch pasażerski
Należy do linii Østfoldbanen. Jest elementem - kolei aglomeracyjnej w Oslo - w systemie SKM ma numer 500. Obsługuje lokalny ruch między Oslo Sentralstasjon i Ski. Pociągi odjeżdżają co pół godziny; część pociągów w godzinach poza szczytem nie zatrzymuje się na wszystkich stacjach. 

## Obsługa pasażerów
Wiata, parking na 46 miejsc, parking rowerowy, przystanek autobusowy (100 m). Odprawa podróżnych odbywa się w pociągu.